# Maxtor (München)

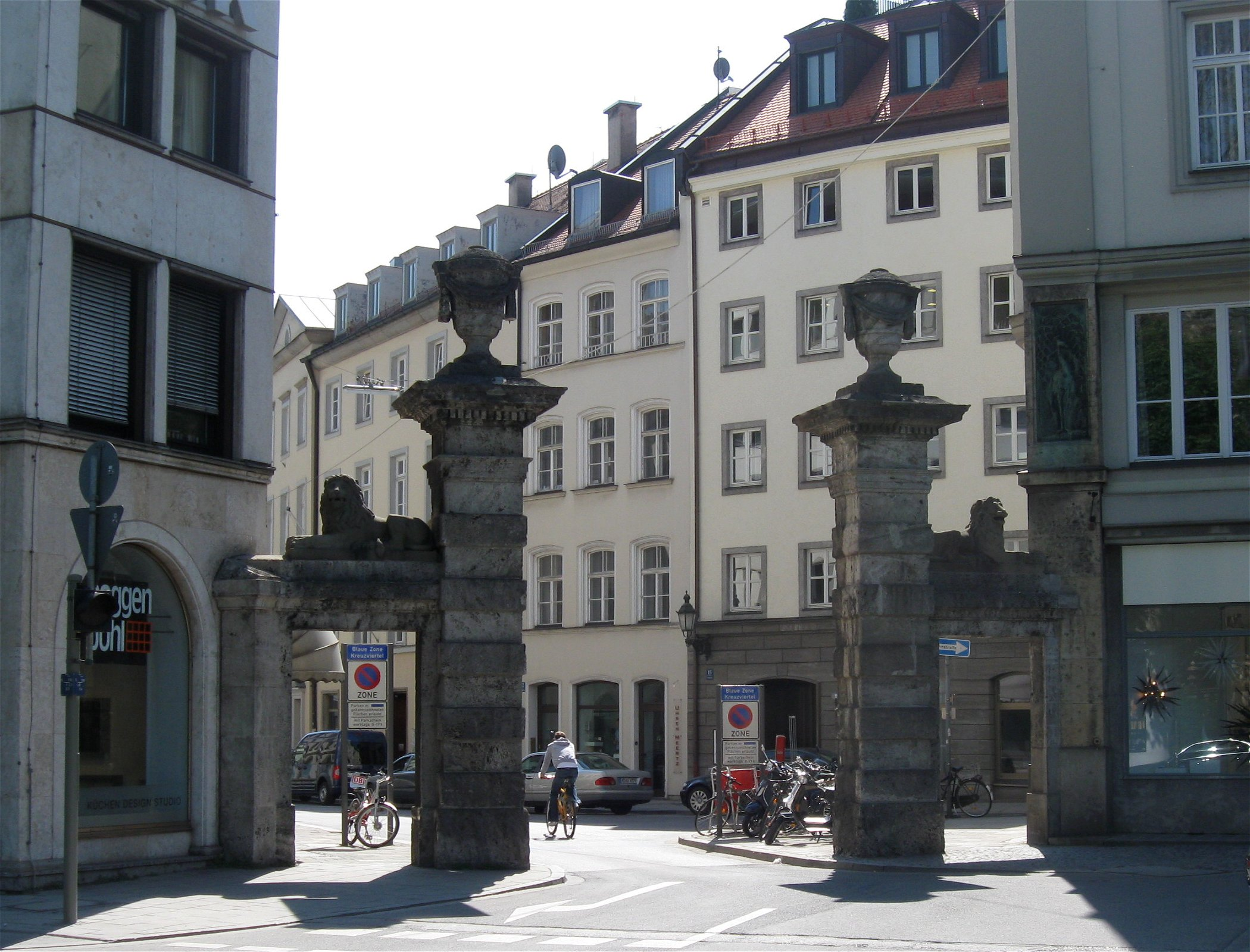
Maxtor vom Maximiliansplatz im Nordwesten

Das Maxtor ist das jüngste Stadttor Münchens. Das Maxtor liegt im Westen der Münchner Altstadt an der Stelle, an der die Prannerstraße in den Maximiliansplatz mündet.

## Geschichte
Erbaut wurde das Tor 1805 von Nikolaus Schedel von Greiffenstein, nachdem die Stadtmauer an dieser Stelle abgerissen worden war. Es hatte daher auch keine Bedeutung für die Verteidigung, sondern sollte die Prannerstraße nach Westen hin zu dem Freigelände vor der abgerissenen Stadtmauer hin optisch abschließen. Die nordöstliche Hälfte des Tores wurde im Zweiten Weltkrieg zerstört und 1985 durch Erwin Schleich rekonstruiert.
Der ursprüngliche Name des Tors war „Prannerstor“. Erst 1806 wird es zu Ehren des damaligen Königs Maximilian I. Joseph als Max-Joseph-Tor bezeichnet. Ab 1809 wird es nur noch abgekürzt Maxtor genannt.

## Beschreibung

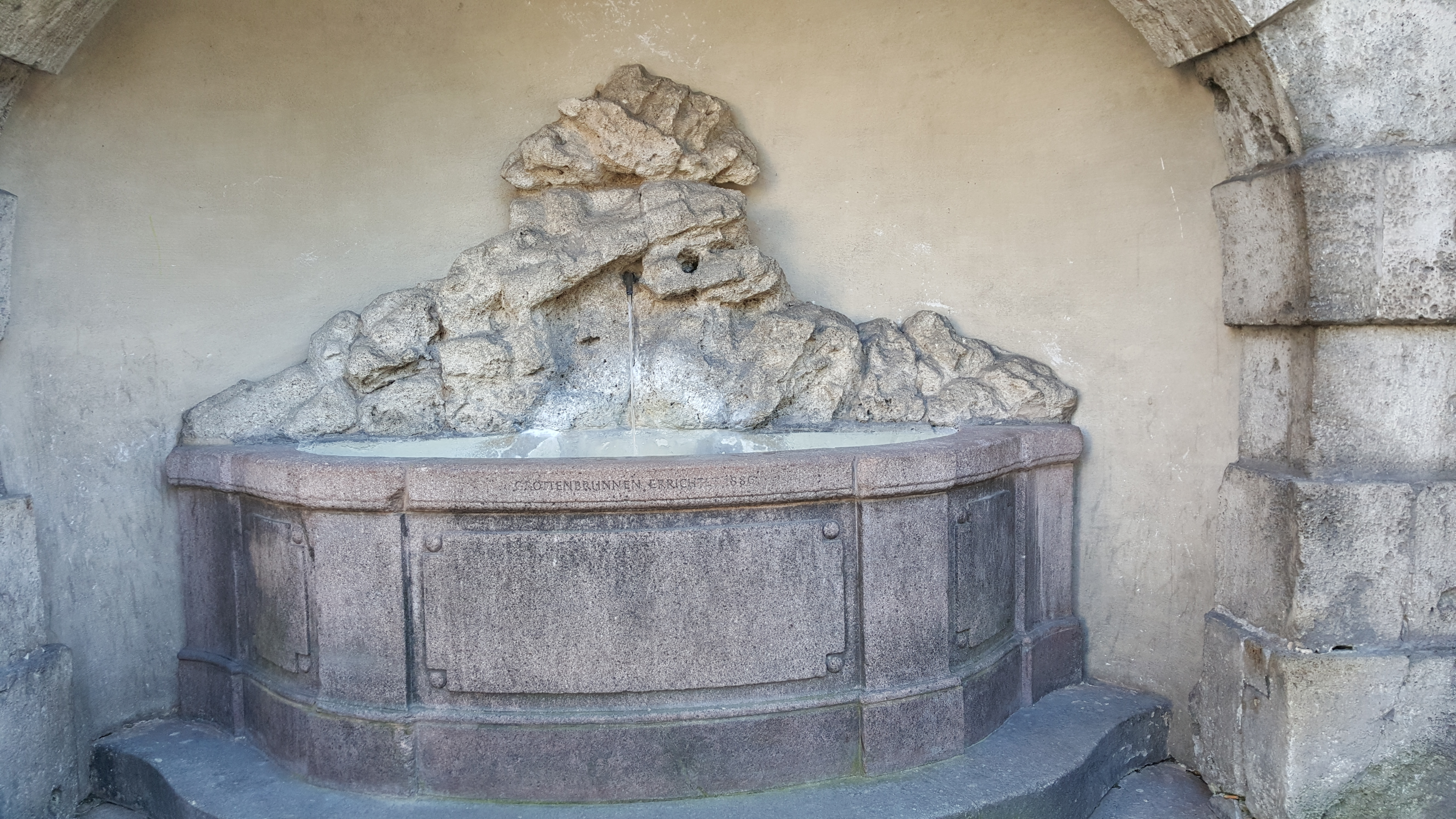
Grottenbrunnen

Beiderseits der Straße erheben sich zwei Torpfeiler, die von steinernen Vasen gekrönt sind. Für Fußgänger gibt es zwei kleinere Seitentore auf beiden Seiten, auf deren Stürze zwei steinerne Löwen ruhen. Daher wird das Tor auch öfters als „Löwentor“ bezeichnet.
Südlich angrenzend befindet sich der Grottenbrunnen, der 1886 gestaltet wurde.